# 派翠西亞·艾利森
派翠西亞·艾利森（英語：Patricia Allison，1994年12月7日—）是一名英國女演員。在一系列客串演出之後，她在Netflix喜劇劇情片《性愛自修室》（2019年－2021年）中飾演奧拉·尼曼，這是她的第一個主要角色。

## 早期生活
10歲時，艾利森出現在皇家歌劇院的演出中。離開學校後，她在科爾切斯特學院學習了兩年的音樂劇，隨後在埃塞克斯郡勞頓的東15表演學院學習四年的課程，畢業時獲得表演藝術學士學位。

## 職業生涯
2018年，艾利森在BBC迷你劇悲慘世界中飾演一個小角色瑪格麗特，之後在2019年的Netflix喜劇劇情片《性愛自修室》中飾演奧拉·尼曼。2020年，她的角色被提升為主要角色。

## 影視作品

### 電影
| 年份 | 標題          | 角色         |
| ---- | ------------- | ------------ |
| 2021 | 《Tiny Cow》  | Ronnie       |
| 2021 | 《Superworm》 | 蝴蝶（配音） |

### 電視劇
| 年份       | 標題                        | 角色      | 備註                                |
| ---------- | --------------------------- | --------- | ----------------------------------- |
| 2018       | 《悲慘世界》                | 瑪格麗特  | 第1、2集                            |
| 2019       | 《Moving On》               | Charlie   | 集數：「A Walk in my Shoes」        |
| 2019       | 《Thanks for the Memories》 | Claudia   | 第1、2集                            |
| 2020       | 《Unprecedented》           | Ellie     | 艾普爾·德·安格里斯的「House Party」 |
| 2020       | 《Behind the Filter》       | Charlotte | 樣品                                |
| 2019－2021 | 《性愛自修室》              | 奧拉·尼曼 | 主要角色；14集                      |

## 外部連結
- 派翠西亞·艾利森在互联网电影资料库（IMDb）上的資料（英文）